# Hoscheid-Dickt
 Hoscheid-Dickt (en luxemburguès: Houschter-Déckt; alemany:  Hoscheid-Dickt) és una vila de la comuna de Parc Hosingen, situada al districte de Diekirch del cantó de Clervaux. Travessa pel seu municipi el riu Blees. Està a uns 40 km de distància de la ciutat de Luxemburg.

## Història
Abans de l'1 de gener de 2012, Hoscheid-Dickt formava part de l'antiga comuna de Hosingen, que va ser dissolta per crear la comuna de Parc Hosingen.